# Alexander Mell
Alexander Mell (* 17. Februar 1850 in Prag; † 30. September 1931 in Wien) war ein österreichischer Verwaltungsbeamter und Lehrer für blinde Menschen.

## Leben
Alexander Mell war der Sohn des k.u.k. Offiziers Alexander Mell und dessen Ehefrau Josefa von Rosenbaum. Der Historiker Anton Mell war sein Bruder.
Mell studierte an der Universität Graz Naturwissenschaften und war anschließend ab 1876 Lehrer am Gymnasium in Marburg an der Drau. Als solcher heiratete er Marie Rocek. Mit ihr hatte er vier Kinder, darunter den Schriftsteller Max Mell und die Burgschauspielerin Mary Mell.
1886 berief man Mell nach Wien und betraute ihn dort mit der Leitung der k.u.k. Blindenerziehungsanstalt. Unter seiner Ägide wurde diesem Institut eine eigene Druckerei (Brailleschrift) und eine Leihbücherei für Blinde angegliedert. Neben der Verbesserung des Unterrichts sorgte Mell auch für die adäquate Ausbildung von Fachlehrern.
In den Jahren 1896 bis 1898 ließ Mell das Institutsgebäude in Wien erneuern und 1910 errichtete er ein Ferienheim für Blinde in Waldamt-Prolling, NÖ; wahrscheinlich das erste dieser Art. Ebenso erweiterte er das von Johann Wilhelm Klein gegründete Museum für Blindenwesen in Wien und brachte damit die Geschichte der Blindenbildung ins Bewusstsein der Gesellschaft.
Durch seine internationalen Kontakte holte Mell den 23. Kongress der deutschen Blindenlehrer nach Wien. Während des Ersten Weltkrieges war Mell in der Kriegsblinden-Fürsorge tätig und bemühte sich sehr um deren Wiedereingliederung in das Arbeitsleben. Dafür bedankte sich Österreich mit dem Ehrentitel Hofrat.
Ab 1914 war er als Inspektor für alle österreichischen Blindenanstalten zuständig. 1919 reichte er um seine Pensionierung ein. Die Zeitschriften Der Blindenfreund und Eos hatten in ihm einen ihrer fähigsten Herausgeber. Auch nach seiner Pensionierung veröffentlichte Mell dort weiter.
Im Alter von 81 Jahren starb Alexander Mell am 30. September 1931 in Wien. Im Jahr 1968 wurde in Wien-Donaustadt (22. Bezirk) die Alexander-Mell-Gasse nach ihm benannt.

## Schriften
- Blinde Leser (1901)
- Enzyklopädisches Handbuch des Blindenwesens (1899)
- Geschichte des k.u.k. Blinden-Erziehungs-Institut in Wien (1904)
- Ratschläge zur Erziehung blinder Kinder (1913)
- Über den Kontakt der blinden Kinder mit der Natur (1894)